# Annekatrin Thiele
Annekatrin Thiele (Sangerhausen, 18 de outubro de 1984) é uma remadora alemã, campeã olímpica.

## Carreira
Thiele competiu nos Jogos Olímpicos de 2008, 2012 e 2016. Em sua primeira aparição, em Pequim, conquistou a medalha de prata no skiff duplo junto com Christiane Huth. A partir de 2012 passou a competir no skiff quádruplo, onde obteve uma nova prata até finalmente conquistar o título olímpico com a equipe da Alemanha em 2016, no Rio de Janeiro.